# (114659) Sajnovics
(114659) Sajnovics est un astéroïde de la ceinture principale.

## Description
(114659) Sajnovics est un astéroïde de la ceinture principale. Il fut découvert le 28 mars 2003 à Piszkesteto par Krisztián Sárneczky. Il présente une orbite caractérisée par un demi-grand axe de 2,34 UA, une excentricité de 0,02 et une inclinaison de 4,6° par rapport à l'écliptique.

## Compléments